# Wiesenhügel
Wiesenhügel, Erfurt-Wiesenhügel – dzielnica miasta Erfurt w Niemczech, w kraju związkowym Turyngia.